# Johannes Andersen
Pour les articles homonymes, voir Andersen.
Johannes Andersen, né le 29 août 1943 à Skive au Danemark et mort le 28 avril 2020,, est un astronome danois, secrétaire général de l'Union astronomique internationale de 1997 à 2000.
Il obtient en 1969 une maîtrise en astronomie de l'Université de Copenhague. En 1991, il y soutient son doctorat. Il travaille à l'Université de Copenhague depuis 1972. De 2002 à 2012, il est directeur de NOTSA (The Nordic Optical Telescope Scientific Association), l'association qui gère le Nordic Optical Telescope.
L'astéroïde (9300) Johannes porte son nom.